# Trogulus aquaticus
Trogulus aquaticus is een hooiwagen uit de familie kaphooiwagens (Trogulidae).